# 모리카와 다쿠미
모리카와 다쿠미(일본어: 森川 拓巳, 1977년 7월 11일 ~ )는 일본의 전 축구 선수이다.

## 구단 경력
과거 가시와 레이솔, 주벤투지, 가와사키 프론탈레, 콘사돌레 삿포로, 베갈타 센다이, 로소 구마모토에서 활동하였다.